# Duacarí
Duacarí es un distrito del cantón de Guácimo, en la provincia de Limón, de Costa Rica.

## Historia
Duacarí fue creado el 27 de noviembre de 1980 por medio de Decreto Ejecutivo 12091-G. Segregado de Río Jiménez.

## Geografía
Duacarí cuenta con un área de 81,12 km² y una altitud media de 18 m s. n. m.

## Demografía
Para el año 2022, Duacarí cuenta con una población estimada de 7728 habitantes, y para el último censo efectuado, en 2011, Duacarí contaba con una población de 6059 habitantes.

## Localidades
- Cabecera: El Limbo
- Poblados: Aguas Gatas, Carambola, Castaño, Esperanza, Fruta de Pan, Villafranca, San Cristóbal, Zancudo.

## Transporte

### Carreteras
Al distrito lo atraviesan las siguientes rutas nacionales de carretera:
- Ruta nacional 248